# Angela Tanui
Angela Tanui Jemesende est une athlète kényane spécialiste des courses de fond, née le 27 juillet 1992.

## Biographie
En 2018, après avoir terminé dixième du marathon de Rome, elle remporte le marathon de Venise dont la fin du parcours est complètement inondée.
Angela Tanui franchit un nouveau palier en 2021. Au mois d'avril, elle s'impose au marathon de Sienne en 2 h 20 min 08 s, réalisant le meilleur temps jamais réalisé par une femme sur le sol italien. En octobre, après avoir manqué de participer au marathon de Boston pour un problème de visa, elle remporte celui d'Amsterdam en 2 h 17 min 57 s, devenant ainsi la dixième femme de l'histoire à courir la distance en moins de 2 h 18,. Elle met fin du même coup au règne des coureuses éthiopiennes dans la compétition néerlandaise depuis 2016. Elle dédit sa course à Agnes Tirop, sa compatriote assassinée quelques jours plus tôt.

## Palmarès
| Date | Compétition           | Lieu      | Résultat | Épreuve  | Temps           |
| ---- | --------------------- | --------- | -------- | -------- | --------------- |
| 2021 | Marathon d'Amsterdam  | Amsterdam | 1er      | Marathon | 2 h 17 min 57 s |
| 2022 | Championnats du monde | Eugene    | 6e       | Marathon | 2 h 22 min 15 s |